# Фигурки от Църквине
Антропоморфните фигурки от Църквине  са колективна археологическа находка открита в праисторическото селище при Църквине, разположено близо до село Стублине. Селището отстои на 40 km югозападно от гр. Белград, Сърбия. Находката е едно от най-интересните открития направени в ареала на праисторическата Винчанска култура. Калекцията се състои от 43 антропоморфни фигурки и 11 миниатюрни модели на брадви, кирко-копачки и боздугани.

## Описание и особености
Антропоморфните фигурки са намерени в интериора на праисторическа сграда, групирани в няколко обособени контекста. По-голямата част от тях са открити върху глинена платформа близо до пещта. Най-голямата от тях е с височина 6,7 см. Височината на останалите варира между 3,3 и 6,3 см. Откривателят на находката Адам Църнобриня приеме, че тези фигурки изобразява група от хора, членове на определена социална прослойка. Същите са доста схематична изработени. Имат стълбовидно тяло, глави с клюновидни носове и загладена повърхност. За разлика от повечето такива принадлежащи към култура Винча, които са изработени с усет към детайла и украсени с релефна и врязана декорация, фигурките от Църквине са семпли и не са орнаментирани. Според Адам Църнобриня антропоморфните фигурки са изпълнявали неизвестни ни религиозни функции. Торзовете на фигурките имат овално сечение и цилиндричен отвор в горната част на дясното рамо. Последният служещ за поставяне дръжки за минитюризираните оръдия. Колективната находка няма аналоги в други праисторически селища. Миниатюрните модели на глинени оръдия са изработени като придатък към фигурките и представляват реалистични изображения на съществуващи кремъчни и медни бойни брадво- тесли.

## Интерпретации
Има различни интерпретации относно значението на тези фигурки. Според една от тях, колективната находка от Црквине е умалено, пластично изображение на членовете от домакинството. Според друга, те са пластично представяне на военизирана общност, част от сложната йерархична структура на праисторическото общество. Аргумент в тази насока е фактът, че Най-голямата фигурка е основна такава в т.нар. „централната група“. За разлика от останалите фигурки, тя е изработена по-детайлно. Предполага се, че тази антропоморфна пластика изобразява своеобразен "водач/вожд„, заобиколен от група редови воини – състояща се от 9 по-малки фигурки. Това е и основанието коликтивната находка да се интерпретира като изображение на организиран отряд воини, групирани по определен начин около „вожда“. Затова тази колективна находка е известна още и като “Винчанската армия”.